# Ingeniería militar
La ingeniería militar es la rama de la ingeniería que da apoyo a las actividades de combate y logística de los ejércitos mediante la construcción de obras de ingeniería destinadas al transporte, la defensa y las comunicaciones. En los siglos XX y XXI, la ingeniería militar también incluye otras disciplinas de la ingeniería, como las técnicas de ingeniería mecánica y eléctrica.
Según la OTAN, "la ingeniería militar es la actividad de ingeniería que se realiza, independientemente del componente o servicio, para configurar el entorno operativo físico. La ingeniería militar incorpora el apoyo a las maniobras y a la fuerza en su conjunto, incluidas las funciones de ingeniería militar, como el apoyo de los ingenieros a la fuerza protección, artefactos explosivos improvisados, protección ambiental, inteligencia de ingenieros y búsqueda militar. La ingeniería militar no comprende las actividades realizadas por aquellos 'ingenieros' que mantienen, reparan y operan vehículos, embarcaciones, aeronaves, sistemas y equipos de armas".
La ingeniería militar es una asignatura académica que se imparte en academias militares o escuelas de ingeniería militar. Las tareas de construcción y demolición relacionadas con la ingeniería militar suelen ser realizadas por ingenieros militares, incluidos soldados entrenados como zapadores o pioneros. En los ejércitos modernos, los soldados entrenados para realizar tales tareas mientras están bien adelantados en la batalla y bajo fuego a menudo se denominan ingenieros de combate.
En algunos países, los ingenieros militares también pueden realizar tareas de construcción no militares en tiempos de paz, como trabajos de control de inundaciones y navegación fluvial, pero tales actividades no entran en el ámbito de la ingeniería militar.

## Tareas
- Manejo de Materiales Explosivos
  - Demolición

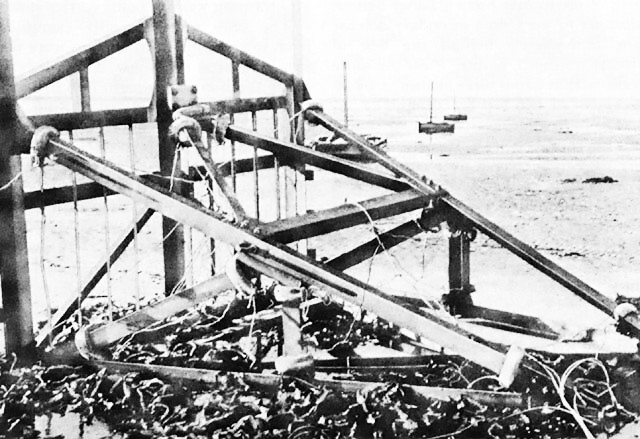
Puerta belga (Desembarco de Normandía).

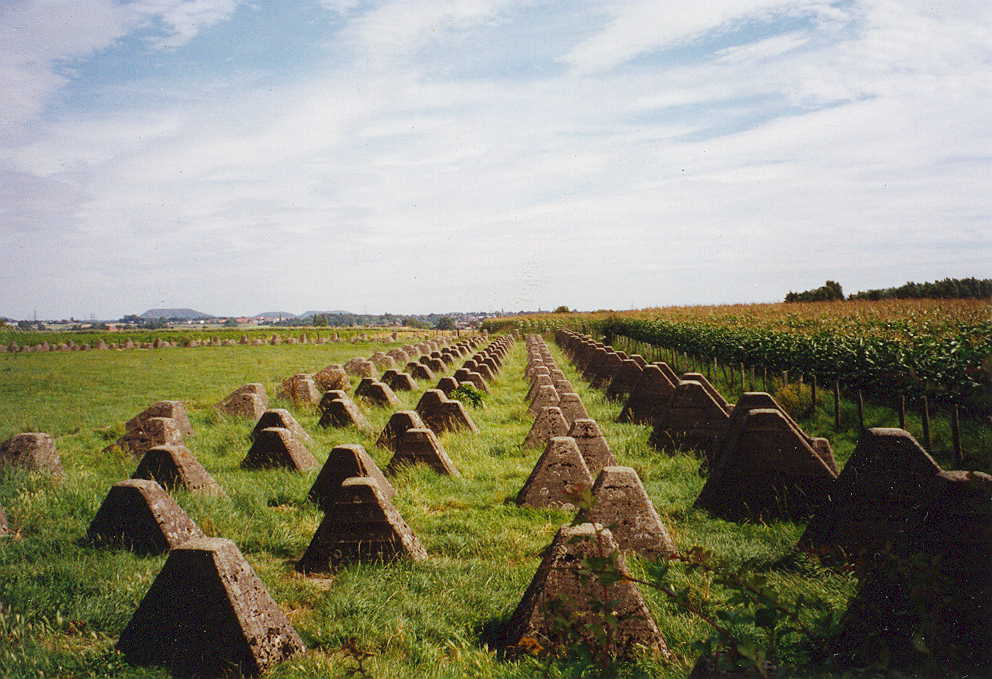
Obstáculos antitanque (Línea Sigfrido).

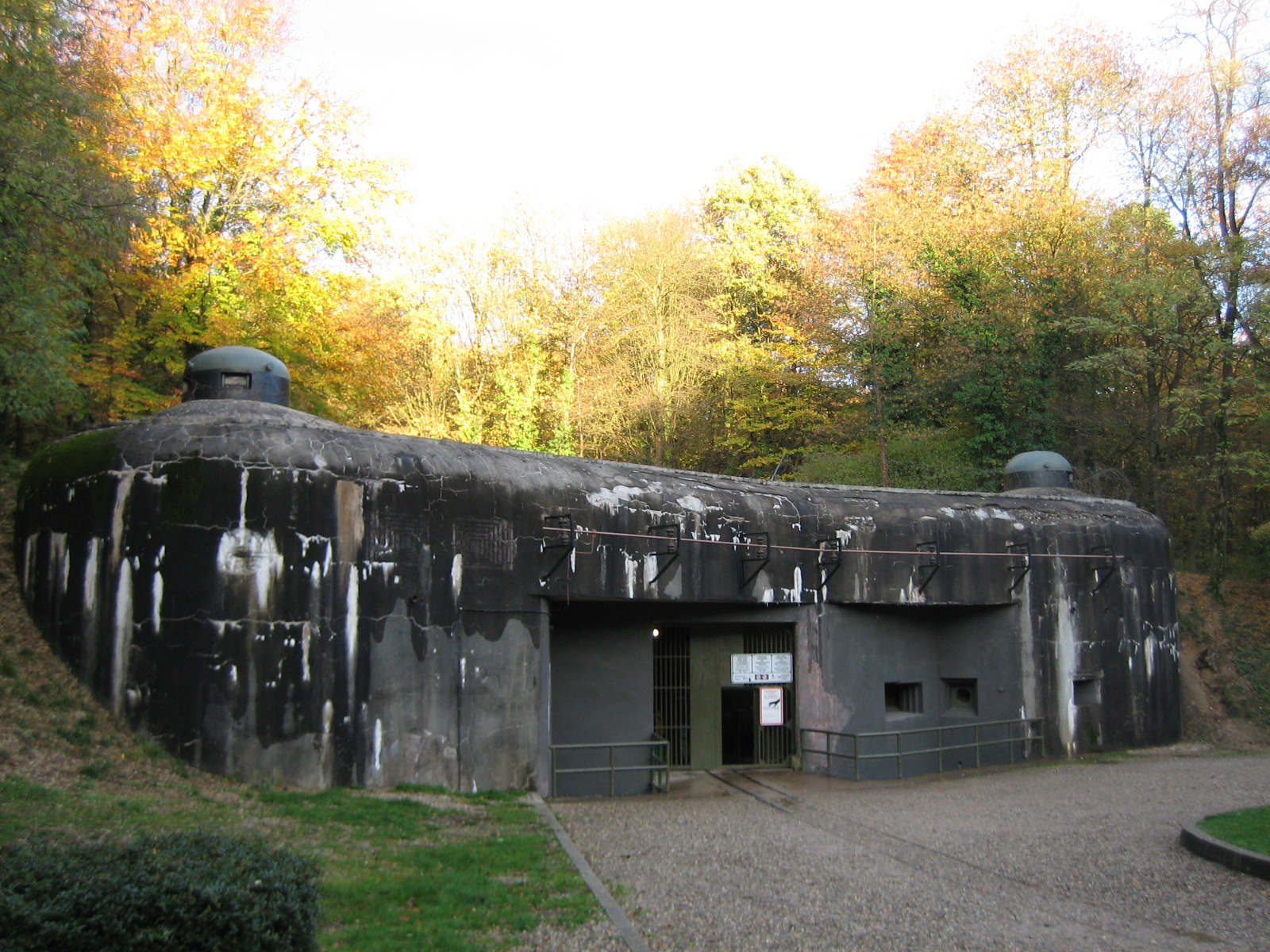
Fortificación (Línea Maginot)

  - Limpieza de campos de minas terrestres
- Asalto
  - Apertura de rutas durante el asalto
  - Demolición de estructuras enemigas (mediante cargas explosivas o buldócers)
- Movilidad
  - Apertura de rutas para vehículos blindados de combate
  - Construcción de carreteras y puentes
  - Despejar obstáculos en el terreno
  - Despejar rutas
  - Superar trincheras y zanjas
- Contramovilidad
  - Construcción de obstáculos
  - Demolición de carreteras y puentes
  - excavar trincheras y zanjas
  - Sembrado de minas terrestres
- Estructuras de Defensa
  - Construcción de fortificaciones
  - Construcción de puestos avanzados
  - Construcción de vallados
  - Defensa contra amenazas de armas NRBQ

## Historia

### Antecedentes
Aunque hasta la Edad Media no empieza a utilizarse el término de «ingenio» e «ingeniero» para definir los artefactos de la guerra y a sus constructores, hay constancia de que el empleo de la fortificación y de las armas para asaltarla datan desde los mismos orígenes de la humanidad.

### España
Si retrocedemos a la Edad del Bronce, se pueden encontrar en España numerosos vestigios de fortificaciones, tal vez los más antiguos en Los Millares (Almería). Hay hallazgos datados hacia el año 1000 a. C. de castros, en Galicia y la Meseta.
Los iberos fueron los primeros que comenzaron a situar sus ciudades en cerros bien defendidos, sus murallas estaban hechas de piedras unidas en seco, disponían de torretas, fosos, empalizadas, etc. que proporcionaban una defensa suplementaria.
Las ciudades de la península ibérica coincidían, en general, en tener una defensa perimetral fortificada, como se comprueba en los restos arqueológicos de la gran mayoría, Gadir (Cádiz), Numancia, Cartago Nova (Cartagena) y un largo etc. Los romanos además fueron los impulsores de las comunicaciones y castrametación.
La invasión árabe marcó un antes y un después. Alcazabas y castillos sembraron el suelo peninsular, y con ellos los medios y herramientas para conquistarlos. Cambió la táctica, ya no se sitiaba y se esperaba la rendición por hambre, se atacaba por el subsuelo, cavando minas de zapa hasta alcanzar los cimientos de las murallas; una vez apuntalados y llegado el momento propicio se prendía fuego, provocando el desmoronamiento de la muralla o torreones. Los defensores tenían que recurrir a la contramina, galerías que salían al encuentro de las de los atacantes, llegando a darse combates cuerpo a cuerpo en las mismas.
En los años finales de la Reconquista, los ejércitos llevaban ya en sus filas fuerzas de gastadores y zapadores, con la herramienta adecuada para la zapa y el talado.
La llegada de la pólvora hace de este tipo de acción la más demoledora, más incluso que la artillería. Pedro Navarro, hacia el año 1500, fue el primero que empleó esta técnica en los sitios de Castelnovo y Nápoles. Es considerado el primer ingeniero militar español.
El siglo XVI marca la llegada a España de un gran número de ingenieros italianos, contratados para la fortificación de las plazas tanto peninsulares como de ultramar y Europa; con ellos se formaron los primeros ingenieros españoles. Así pues, los nombres de Luis Pizaño, Cristóbal de Rojas, Luis Scribá, Cristóbal Lechuga... se unieron a los de Antonelli, Sppannocci, Calvi, etc. La ingeniería militar era una ciencia que abarcaba tanto la arquitectura como participaba con la artillería.
En los albores del siglo XVII fue designado Ingeniero Mayor de S. M., y como tal Intendente de las fortificaciones de España, el comendador Triburcio Spannocci, que ejercía la supervisión de todas las obras del reino. Durante este período se fortificaron, entre otras, las plazas de San Sebastián, Fuenterrabía, Pamplona, Jaca, Rosas, Perpiñán, Castel Leon, Cartagena, Gibraltar, Cádiz, Badajoz, Ciudad Rodrigo y La Coruña en la península.
En ultramar se procedió de igual forma con Ceuta, Orán, Manila, La Habana, San Juan, Amberes...
En 1675, Carlos de Aragón y Gurrea, duque de Villahermosa, capitán general de Flandes, fundó en Bruselas la Academia Real y Militar del Exercito de los Payses-Baxos, dirigida por Sebastián Fernández de Medrano, en la que se formaba a oficiales españoles y flamencos. Allí se formó Cornelio de Verboom y a finales del siglo se le designó Ingeniero Mayor de los Países Bajos, sucediéndole en 1692 su hijo Jorge Próspero de Verboom. En España los ingenieros eran a menudo contratados para las campañas, prescindiendo de sus servicios en función del devenir de estas. Con la llegada al trono de Felipe V, la deficiente organización realizada hasta entonces, puso de manifiesto la carencia de personal cualificado en las filas españolas. A tal extremo llegó la situación que para la Campaña de Portugal (1704), el rey de Francia tuvo que prestar a Felipe V una brigada de Ingenieros. En el año 1709, el Marqués de Bedmar, a la sazón secretario del despacho de la guerra, propuso al Rey que hiciese venir de Flandes a Jorge Próspero de Verboom para organizar a los ingenieros en forma similar a como lo estaban en Flandes.
Una vez acordados los términos y condiciones, el 13 de enero de 1710 el rey de España nombró por Real Decreto al general flamenco Ingeniero General de todos los Reales Ejércitos, Plazas y Fortificaciones de todos los reinos provincias y Estados de S.M, el Real Decreto especificaba que se le daban 

... todas las honras y execuciones que os pertenecen por razón de dicho puesto, el cual os he conferido para que atendáis a todas las funciones que se ofrecieren de este cargo, tanto en mis ejércitos como en los sitios de plazas, ciudades, villas, puertos de mar y de tierra, presidios castillos y bombardeos, formar líneas de circunvalación y contravalación, cuando fuere necesario; señalar y ordenar las trincheras, baterías y demás obras que hallaréis convenir para reducirlos a nuestra obediencia, como así mismo hacer y ordenar las disposiciones para las defensas, cuando el caso lo requiera, corriendo por vuestra dirección todas las fortificaciones que se hicieren en sus plantas y proyectos para hacer nuevas plazas, mudar o añadir fortificaciones a las antiguas, extinguir y deshacer las inútiles para que Yo pueda hacer juicio de ellas y daros las órdenes que convinieren a Mi servicio y para que en su consecuencia hagáis o mandéis hacer los ajustes y precios de ellas, para mayor bien y ventaja de Mi servicio; y a este fin os encargo y mando que hagáis examen de los ingenieros que se presentaren para entrar en Mi servicio y ejercer este empleo, dándoles los testimonios según su mérito e inteligencia en este arte, para que sepan ejecutar las obras en la forma y realidad que requiere dicho arte y fábrica de ellas...

El 4 de julio de 1710 Verboom propuso un plan de organización para los nueve ingenieros disponibles (siete llegados de Flandes y dos de Francia) «... más los que pudiere aquí reclutar..., y los pocos que de antes quedaran».
Indicaba que debían tener las categorías de Ingeniero Director, Ingeniero Segundo e Ingeniero Ordinario y así mismo proponía que todos ellos tuvieran asimilación militar, pues «... Además de que existen ya en la Artillería, los Ingenieros necesitan los grados, tanto para dar consideración a las funciones de su empleo, como para adelantarse, no siendo razón que éste género de oficiales que trabajan más y están más expuestos a los peligros de la guerra que cualesquiera otros, se hallaren sin ellos...»
El 27 de julio, Verboom fue herido y hecho prisionero en la batalla de Almenara, siendo conducido a Barcelona. Durante el tiempo que permaneció en esta ciudad completó y dio forma definitiva al proyecto de organización del Real Cuerpo de Ingenieros.

##### Creación del Cuerpo de Ingenieros

Emblema del Arma de Ingenieros del Ejército de Tierra Español.

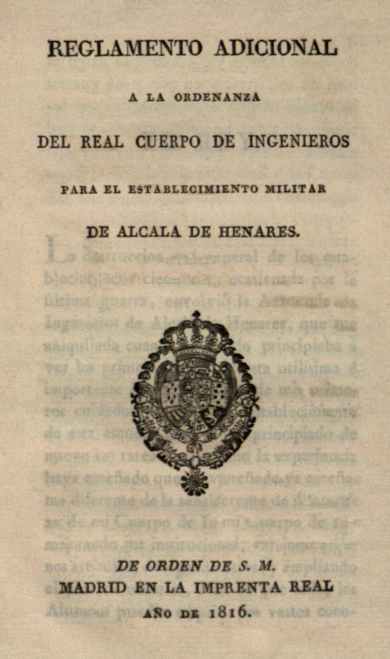
Reglamento del Cuerpo de Ingenieros en Alcalá de Henares (1816).

El 17 de abril de 1711, el rey Felipe V aprobó en Real Decreto, expedido en Zaragoza, el proyecto presentado por Jorge Próspero de Verboom, quedando constituido el Real Cuerpo de Ingenieros, siendo el antecedente de la que sería Arma de Ingenieros.
El personal que tenía Verboom para desempeñar la dirección del Cuerpo se reducía a un Secretario, cargo que consta fue desempeñado por su hijo Isidro, y dos Designadores. Con este pequeño equipo, y sin abandonar las campañas militares, llevó adelante la organización de los Ingenieros Militares. Se establecieron las siguientes categorías:
- Ingeniero General, Jefe superior de todos los ingenieros
- Ingeniero en Jefe o de Provincia
- Ingeniero en Segundo
- Ingeniero en Tercero
- Designador

Comienza Verboom la organización del Cuerpo simultaneando las campañas militares con la formación y preparación de los ingenieros, y todo ello no exento de problemas y cortapisas debido tanto a la situación política de España, como a la extensión territorial de sus dominios. El sitio de la villa de Cardona, en 1711, fue la primera actuación militar que tuvo el Cuerpo. Continuará sus actuaciones en el sitio de Barcelona (1713-1714) y se consolidará con las expediciones a Sicilia y Cerdeña, las campañas de Italia, la recuperación de Menorca y en los asedios de Gibraltar.
Jorge Próspero de Verboom aumenta el número de ingenieros y sobre todo de ingenieros de origen español. No obstante, continúa una notable influencia extranjera: italianos, franceses, suizos y belgas son los apellidos más numerosos.
Evolucionan las técnicas y procedimientos, los ingenieros empiezan a disponer de personal "orgánico" para los trabajos específicos. 
La primera acción militar de "tropas de ingenieros" fuera de la metrópoli se produce en la toma de Mesina (1718) donde, al mando del propio Verboom, se emplea una compañía de sesenta minadores y cincuenta ingenieros.
Se crean las circunscripciones provinciales de ingenieros, en la península y en ultramar, se empieza a disponer de datos fiables sobre el personal disponible y su cualificación y se organizan los primeros proyectos.
Verboom, con su experiencia de Bruselas, también organiza la forma de ingresar en el Cuerpo y la formación de los futuros ingenieros; había ingenieros con gran experiencia en campañas, otros aprendían en los sitios. Con unos se podía contar en ultramar, otros sólo en su país. Por ello, para unificar formación y doctrina, criterios y lealtades, el Ingeniero General empeñó su esfuerzo en la reactivación de la Real Academia Militar de Matemáticas y Fortificación de Barcelona. 
Y como innovación, no solo en lo militar, sino en lo social, se establece, de forma voluntaria, la entrega «... de una dádiva voluntaria... para subvenir a la precisa manutención de las viudas que entonces existían y que se continuase para las que, en adelante, resultasen del Cuerpo...», así como para ayudar «... a los mismos Ingenieros en caso de hallarse en alguna gran urgencia por enfermedad y heridas recibidas en la guerra...». Se creaba de esta manera el primer Montepío.
La gran capacidad de Verboom hace que el Cuerpo se consolide rápidamente, adquiera pronto una fuerte solidez y prestigio. No obstante, surgían dificultades de mando y dependencias.
En 1803 se crearon la Academia Militar de Zamora y la Academia de Ingenieros de Alcalá de Henares, dejando de funcionar la de Barcelona. A partir de entonces, según se decreta en la reorganización del arma de esta mismo año, el cuerpo pasaría a desempeñar funciones exclusivamente militares, contrariamente al papel civil que a lo largo de su historia continuamente desempeñó con la ejecución de numerosas obras públicas. Sin embargo ello no evitaría que en el contexto americano y más concretamente Cubano, los ingenieros militares del cuerpo destacados allí desarrollaran de nuevo una destacada labor en el campo de las obras públicas, determinante para el desarrollo comercial de la isla a lo largo del siglo XIX. El 21 de septiembre de 1847, la Reina Isabel II declara el derecho a los tres batallones del Regimiento de Ingenieros para usar en sus banderas las Corbatas de la Real y Militar Orden de San Fernando.